# Mel Gibson's Unauthorizhed Video Diary - Behind the Scenes of Lethal Weapon 2
Mel Gibson's Unauthorizhed Video Diary - Behind the Scenes of Lethal Weapon 2 è un film documentario-comico del 1989 diretto e interpretato da Mel Gibson.
Il cortometraggio segue una sua giornata tipo sul set del film Arma letale 2, utilizzando molto humor slapstick e anche molta comicità, tipica dei film della serie, oltre anche ai suoi incontri con vari membri del cast e le comparse dei comici Chevy Chase, Dan Aykroyd e Paul Reubens. Il film è uscito per la tv ed è stato prodotto dalla HBO.

## Trama
Il docu-film segue Mel Gibson in una giornata sul set del suo film da attore Arma Letale 2, tra vari momenti comici, camei eccezionali e una cantata finale di tutto il cast e la crew del film della hit dei Carpenters Close to You.

## Sequel
Il docu-film ha avuto anche un sequel, Mel Gibson's Video Diary 2, tre anni dopo.